# تصوير جاف
التصوير الجاف أو التصوير الكهراكدي هي الطباعة أو النسخ باستخدام أحبار جافة علي هيئة مسحوق (بودرة). تم اكتشاف أساسيات هذه الطريقة عن طريق عالم الفيزياء المجري باول سيليني وبناء علي مؤلفاته قام السيد تشيستر كارلسون فلويد بتطبيق النظرية عمليا والحصول علي براءة اختراع في السادس من أكتوبر عام 1942(U.S. Patent 2,297,691) تم تسمية الطريقة أولا بالالكتروفوتوغرافي. ثم سميت لاحقا بالزيروغرافي مشتقة من الكلمة اليونانية «زيروس»: الجاف والكلمة «غرافيا»: الكتابة. وذلك للتأكيد علي عدم استخدام أية مواد كيميائية سائلة.
الاكتشاف الذي قام به السيد كارلسون قام بالدمج بين الطباعة الالكتروستاتيكية والفوتوتوغرافي، بخلاف مراحل الطباعة الكهربائية الساكنة الجافة التي قام السيد جورج كريستوف ليشتنبرغ باختراعها في عام 1778. الطريقة الأصلية للسيد كارلسون كانت مرهقة، وتتطلب العديد من المراحل اليدوية باستخدام الأسطح الطباعية المسطحة. وكانت تستخدم هذه الطريقة منذ قرابة 18 عام قبل تطوير الطريقة المؤتمتة الكاملة، ولكن الحل الرئيسي يكمن في استخدام الإسطوانات الدائرية المغطاة بطبقة من السلينيوم بدلا من الاسطح الطباعية المسطحة. وهذا أدي بدوره إلي إنتاج أول ماكينة تصوير مستندات بصفة تجارية، زيروكس 914, والتي أُنتجت عن طريق هاليدي / زيروكس عام 1960. وقبل هذا العام قام السيد كارلسون بتقديم فكرته إلي العديد من الشركات، ولكن لم تلاقي فكرته أي إستحسان من أي من الشركات. أصبحت نظرية التصوير الجاف اليوم هي النظرية الشائعة الاستخدام في معظم ماكينات تصوير المستندات كما هو الحال في طابعات الليزر وطابعات الدايود الباعث للضوء LED.

## مراحل التصوير الجاف

رسم تخطيطي لمراحل عملية التصوير الجاف

كان الاستخدام التجاري الأول بالتجهيز اليدوي للحساسات المسطحة (وهي مكونات إلكترونية تستشعروجود الضوء المرئي) مع كاميرا ناسخة ووحدة معالجة منفصلة لإنتاج أسطح ليثوأوفست طباعية. واليوم يتم استخدام هذه التكنولوجيا في ماكينات تصوير المستندات، وطابعات الليزر، والمطابع الرقمية التي تحل ببطء محل العديد من مطابع الأوفست التقليدية في طباعة الكميات القليلة.
تتم العملية الآلية عن طريق استخدام اسطوانة لحمل المادة الحساسة للضوء. وفي عام 1960 تم ابتكار ماكينة تصوير المستندات المؤتمتة ومنذ ذلك الحين تم إنتاج الملايين من هذه الماكينة. تم استخدام نفس النظرية في الطابعات الصغيرة وطابعات الليزر المتصلة بالكومبيوتر وطابعات الدايود الباعث للضوء LED.
يتم تثبيت الاسطوانة الطباعية حيث تقوم بالدوران حول المحور الأفقي. تدور الأسطوانة بسرعة دوران الورق. الخطوات التالية توضح المراحل التي تتم في دورة كاملة للأسطوانة.

البعد الكامل من الطرف إلي الطرف الآخرهو العرض الطباعي الذي يتم إنتاجه مع سماحية كبيرة. الإسطوانات الطباعية التي إنتاجها عن طريق شركة زيروكس كانت مغطاة بطبقة من السيلينيوم الغير متبلور (وحديثا يتم استخدام السيراميك أو الموصلات الضوئية العضوية OPC) وتتم التغطية باستخدام الترسيب بتفريغ الهواء.
يتم تصنيع إسطونات الطباعة من طبقتين من دايود سيليكون مطعم مع طبقة سيليكون قابل للشحن مطعم بالهيدروجين، ونيتريد البورون (المسبب للدايود) يكون طبقة تقلل من هروب التيار، وطبقة سطحية من السيليكون المطعم بالأكسجين أو النيتروجين: وتعتبر مادة نيتريد السليكون هي مادة مقاومة للبلي والتاكل.
الخطوات التالية توضح المراحل المختلفة لتكوين الصورة علي الاسطوانة الطباعية، كما هو الحال في ماكينة تصوير المستندات. سيتم شرح بعض الاختلافات في النص أسفله. حيث أن كل خطوة من العملية تملك تصميم مختلف. العملية الفيزيائية للتصوير الجاف تم شرحها في كتاب كامل

### الخطوة الأولي 1. الشحن
تتوزع الشحنة الإلكتروستاتيكية 600 فولت بطريقة منتظمة علي سطح الإسطوانة الطباعية عن طريق كورونا التفريغ الصادرة من وحدة الكورونا (Corotron), ويتم تحديد الشحنة المنتجة عن طريق شبكة أمامية. ويمكن الحصول علي هذا التأثير باستخدام إسطوانة تلامسية مشحونة. يتم إنتاج كورونا التفريغ باستخدام أسلاك رفيعة 1/4 إلي 1/2 بوصة (6.35 إلي 12.7 مم) بمعزل عن الإسطوانة الطباعية. يتم شحن السلك بشحنة سالبة، والتي تقوم بتأيين المسافة بين الأسلاك والإسطوانة الطباعية. وبالتالي تتجه الإلكترونات إلي الإسطوانة الطباعية. تتراص الشحنات السالبة علي سطح الإسطوانة الطباعية محافظة علي التوازن في الشحنات بين السالب والموجب.
يتم اختيار القطبية لتتناسب مع عمليات الشحن الموجبة أو السالبة. تستخدم عملية الشحن الموجبة لإنتاج الطباعة السوداء علي النسخ البيضاء. في حين تستخدم عملية الشحن السالبة لإنتاج الطباعة السوداء علي النسخ البيضاء من الأصول السالبة (في معظم الأحيان الميكروفيلم) وأيضا الطباعة الرقمية والنسخ الرقمي. وتستخدم هذه الطريقة لتقليل استخدام شعاع الليزر وتسمي طريقة التعريض هذه بـ «الكتابة السوداء» أو «الكتابة بالأسود».

### الخطوة الثانية 2. التعريض
يتم تعريض المستند أو الميكروفورم المراد نسخه إلي ضوء فلاش علي السطح ويتم مروره علي عدسة أو يتم مسحه ضوئيا عن طريق شعاع ضوء أو عدسة، ويتم عرض الصورة ونقلها علي سطح الإسطوانة الطباعية المتحركة. علي الجانب الآخر، يمكن تعريض الصورة باستخدام وميض من الزينون، علي سطح الإسطوانة المتحركة أو الحزام، ويتم ذلك بسرعة كافية لتكوين صورة كامنة بطريقة كاملة. عندما يكون هناك نص أو صورة في المستند، فإن المنطقة المقابلة في الإسطوانة تبقي غير مضاءة. وفي المناطق التي لاتحتوي علي صورة تبقي الإسطوانة مضاءة وتتلاشي الشحنة. تعتبر الشحنة المتبقية علي الاسطوانة بعد التعريض هي الصورة الكامنة سلبية من الأصل.
سواء في أنظمة المسح الضوئي أو الأنظمة البصرية الثابتة، يتم استخدام مزيج من العدسات والمرايا لعرض الصورة الأصلية من السطح (المراد مسحه ضوئيا) علي الإسطوانة الطباعية. يتم استخدام عدسات إضافية بقدرات تكبير مختلفة وذلك لتكبير أو تصغير الصورة. ولذلك لابد من ضبط سرعة الماسح الضوئي لموائمة التغييرات.  
تعتبر الاسطوانة الطباعية أبسط من استعمال الحزام الناقل، حيث يجب أن يخزن بصورة تدريجية علي أجزاء تدور حول الإسطوانة. ونتيجة لذلك فإن الحزام الناقل هو أكثر فاعلية في استخدام تعريض واحد للنقل المباشر للصورة.
يتم عرض الضوء المعدل في طابعات الليزر أو طابعات الدايود الباعث للضوء LED وذلك علي سطح الاسطوانة لتكوين الصورة الكامنة. يستخدم الضوء المعدل فقط لتكوين الصورة الموجبة، ويعرف باسم «الكتابة السوداء»

### الخطوة الثالثة 3. الإظهار
في حال استخدام ماكينات تصوير المستندات كثيفة الإنتاج، يتم استخدام خليط من جزيئات مسحوق الحبر مع جزيئات من بودرة الحديد الحاملة الأكبر حجما. عادة يكون الحبر عبارة عن بودرة (مسحوق): وكان في البدايات بودرة كربون. ثم بعد ذلك يخلط ويذاب مع بوليمر. تحتوي جزيئات الحامل علي طبقة تغطية والتي تنتج شحنة تريبواليكتريك (شكل من أشكال الكهرباء الساكنة), والتي تجتذب طبقة التغطية لجزيئات الحبر. بالإضافة لذلك، فإن الخليط يتم تحريكه عن طريق إسطوانة مغناطيسية ليصل إلي سطح الإسطوانة الطباعية أو حزام فرشاة الحبر. عن طريق التلامس مع الحامل تحمل كل جزيئات الحبر المتعادلة شحنة كهربائية مضادة لشحنة الصورة الكامنة علي الإسطوانة الطباعية. تجتذب هذه الشحنة جزيئات الحبر من الصورة المرئية علي الإسطوانة الطباعية. وللتحكم في كمية الحبر الذي يتم نقله، يتم تطبيق جهد منحازعلي إسطوانة الإظهار لمواجهة التجاذب بين الحبر والصورة الكامنة.
عندما تكون الصورة السالبة هي المطلوبة، كما هو الحال عند الطباعة من ميكروفورم سالب، يحمل الحبر نفس القطبية كما في حال الكورونا في الخطوة الأولي 1. الخطوط الإلكتروستاتيكية تزيح جزيئات الحبر بعيدا عن الصورة الكامنة في إتجاه المناطق الغير مشحونة، وهي المناطق التي تم تعريضها من الأصل السالب.

استخدمت ماكينات تصوير المستندات والطابعات الأولي عدة دورات لإنتاج كل صفحة، وذلك باستخدام فلاتر وأحبار ملونة. 

### الخطوة الرابعة 4. النقل
يمر الورق بين الإسطوانة الطباعية وكورونا النقل، والتي تحمل قطبية معاكسة لقطبية الحبر. تنتقل صورة الحبر من الإسطوانة الطباعية إلي الورق عن طريق مزيج من الضغط وقوي الانجذاب الإلكتروستاتيكية. ومن الشائع في العديد من ماكينات الطباعة الملونة عالية السرعة استبدال كورونا النقل بإسطوانات النقل المتحيزة الشحنة، والتي تساعد علي الحصول علي ضغط أعلي وتنتج صور ذات جودة أعلي.

### الخطوة الخامسة 5. الإنفصال أو التفريق
يتم معادلة الشحنة الكهربائية بصورة كبيرة باستخدام تيارمتردد  باستخدام كورونا ثانية، يتم تطبيقها بالتزامن مع كورونا النقل وبعدها مباشرة. ونتيجة لذلك، يتم فصل الورق تماما حاملا معظم صورة الحبر، والتي تنفصل عن الإسطوانة الطباعية أو الحزام الناقل.

### الخطوة السادسة 6. التثبيت (التجفيف) أو صهر الحبر
يتم تثبيت الصورة بصفة دائمة علي الورق باستخدام الحرارة والضغط (إسطوانة تثبيت حرارية) أو إشعاع حراري (فرن تثبيت) وذلك لإذابة ودمج جزيئات الحبر مع الخامة الطباعية (عادة الورق) المطبوعة. وهناك أيضا أفران البخار الغير متصلة بالماكينات. وهي عبارة عن ألوح مغطاة بالشاش والقطن المبلل بالأثير. وعندما تقترب الصورة المطبوعة من هذه الألواح يقوم هذا البخار المتطاير بتثبيت الصورة بدون الخوف من فقد بعض جزيئات الحبر كما يحدث في طرق التجفيف الأخرى. ولكن نظرا للاعتبارات البيئية لم تعد تستخدم هذه الطريقة.

### الخطوة السابعة 7. التنظيف
في هذه المرحلة تكون الإسطوانة الطباعية قد فقدت شحنتها جزئيا خلال عملية النقل، والتعرض للضوء. ويتم إزالة أي حبر متبقي ولم ينتقل خلال الخطوة السادسة 6, عن طريق فرشاة دوارة تعمل بشفط الهواء، أو عن طريق شفرة التنظيف. ويتم تجميع هذا الحبر الفائض في مستودع فضلات الحبر ويتم التخلص منه لاحقا: ولكن في بعض الأحيان يتم إعادة إستخدامه. وتسمي هذه العملية بإستصلاح الحبر وتعتبر أوفر في الاستعمال، ولكن قد تؤث علي كفاءة وجودة الحبر نتيجة للتلوث الحادث من عودة الحبر مرة أخرى إلي الماكينة واختلاف نسبة شحن الحبر في وحدة الإظهار مما يؤدي إلي انخفاض الجودة.
تحتوي بعض الأنظمة علي مظهر منفصل. وهذه الأنظمة، تعرف باسم الأنظمة الأحادية. وتعمل هذه الأنظمة بنفس الطريقة السابقة ولكن باستعمال أحبار مغناطيسية أو مظهر سهل الانصهار. ولا يوجد داعى لتغيير المظهر القديم كل فترة، لأنه يستهلك مع الحبر في كل عملية طباعية. وهناك عملية إظهار بديلة باستعمال KIP وهي طريقة من اكتشاف شركة زيروكس، تعتمد علي الاستبدال التام للحبر المغناطيسي ووحدة التنظيف، واستعمال سلسلة وحدات شحن متحيزة مختلفة يتم التحكم فيها بالكومبيوتر. حيث يتم طباعة الحبر مباشرة علي الإسطوانة الطباعية، عن طريق التواصل المباشر مع إسطوانة إظهار مطاطية وعند عكس وحدات الشحن المتحيزة يتم إزالة كل الحبر الغير مرغوب فيه ويتم إعادته إلي وحدة الإظهار لإعادة إستخدامه.
أدي تطوير عملية التصوير الجاف إلي إنتاج العديد من التكنولوجيات المتطورة والتي قد تقود إلي استبدال طرق الطباعة التقليدية مثل طباعة الأوفست. هذه الماكينات التي تطبع ألوان كاملة CMYK , مثل ماكينات زايكون، تستعمل نظرية التصوير الجاف ولكن تعطي جودة قريبة جدا من الأحبار التقليدية.
A mnemonic sentence that is helpful to remember the steps sequence in the xerographic process is: Can I Eric Do The Funky Chicken Dance? (Charging, Imaging, Exposing, Developing, Transferring, Fusing, Cleaning and Discharging)..

## الإستمرارية
المستندات المطبوعة بطريقة الزيرغرافي (وأيضا المطبوعة بطابعات الليزر) لها عمر افتراضي جيد نسبيا. ويعتمد ذلك علي جودة الورق المستخدم. لو أستخدم ورق ذو جودة منخفضة فسوف يكتسب اللون الأصفر بعد فترة نتيجة وجود أحماض متبقية في اللب الغير معالج. وفي أسوأ الحالات قد تتفتت الأوراق إلي أجزاء صغيرة عند التعامل معها. ولكن تمتلك الأوراق ذات الجودة العالية المخصصة لطباعة الجافة الغير محتوية علي أحماض عمر افتراضي طويل يماثل عمر الأوراق المكتوبة يدويا أو بالألة الكاتبة علي نفس الأوراق. ولكن لاينصح بتخزين الأوراق المطبوعة بطريقة التصوير الجاف بالتلامس مع المواد البلاستيكية المصنوعة من البولي فينيل كلوريد على سبيل المثال. ففي أسواء الحالات قد يلتصق الحبر بالمجلد البلاستيكي ويترك الورق جزيئا ويصبح غير مقروء. 

## الإستخدامات في الرسوم المتحركة
قام أب أيوركس بتكييف عملية التصوير الجاف لكي ينهي عملية التحبير اليدوي في صناعة الرسوم المتحركة عن طريق طباعة رسوم المحرك مباشرة في الخلايا. وكان أول فيلم استخدم هذه التقنية هو مئة مرقش ومرقش عام 1961, أيضا تم تجربة هذه التقنية في فيلم الأميرة النائمة (لعمل حركة الصخور المتساقطة المتحولة لفقاعات), وتم إصداره قبل هذا الفيلم بسنتين. في البداية كانت الخطوط السوداء فقط هي المتاحة، ولكن ابتداء من عام 1980, تم إصدار الخطوط الملونة وإستعمالها في أفلام الرسوم المتحركة مثل فيلم  The Secret of NIMH.

### أمثلة لأفلام مستقبلية باستخدام تقنية التصوير الجاف
- One Hundred and One Dalmatians (1961)
- The Sword in the Stone (1963)
- Mary Poppins (1964)
- The Jungle Book (1967)
- The Aristocats (1970)
- Bedknobs and Broomsticks (1971)
- Robin Hood (1973)
- The Twelve Tasks of Asterix (1976)
- The Many Adventures of Winnie the Pooh (1977)
- The Rescuers (1977)
- Pete's Dragon (1977)
- The Ballade of the Daltons (1978)
- The Fox and the Hound (1981)
- The Secret of NIMH (1982)
- The Black Cauldron (1985)
- The Great Mouse Detective (1986)
- An American Tail (1986)
- Who Framed Roger Rabbit (1988)
- The Land Before Time (1988)
- Oliver & Company (1988)
- The Little Mermaid (1989)
- All Dogs Go to Heaven (1989)

## للاستزادة
- Owen, David (2004). Copies in Seconds: How a Lone Inventor and an Unknown Company Created the Biggest Communication Breakthrough Since Gutenberg. New York: Simon & Schuster. ISBN 0-7432-5117-2.
- Schein, L. B. (1988). Electrophotography and Development Physics. Springer Series in Electrophysics 14. Berlin: Springer-Verlag.

## روابط خارجية
- "Static Pops Pictures On Paper" detailed 1949 Popular Science article on the history and technology of xerography